# 莱利拉门站
莱利拉门站（法語：Porte des Lilas）是巴黎地鐵的一個車站。莱利拉门站是巴黎地鐵11號線和巴黎地鐵3號線支線的一個車站，得名于莱利拉门。莱利拉门站開業於1921年11月27日，當時是巴黎地鐵3號線的車站。莱利拉门站多次被用作電影的拍攝地點。

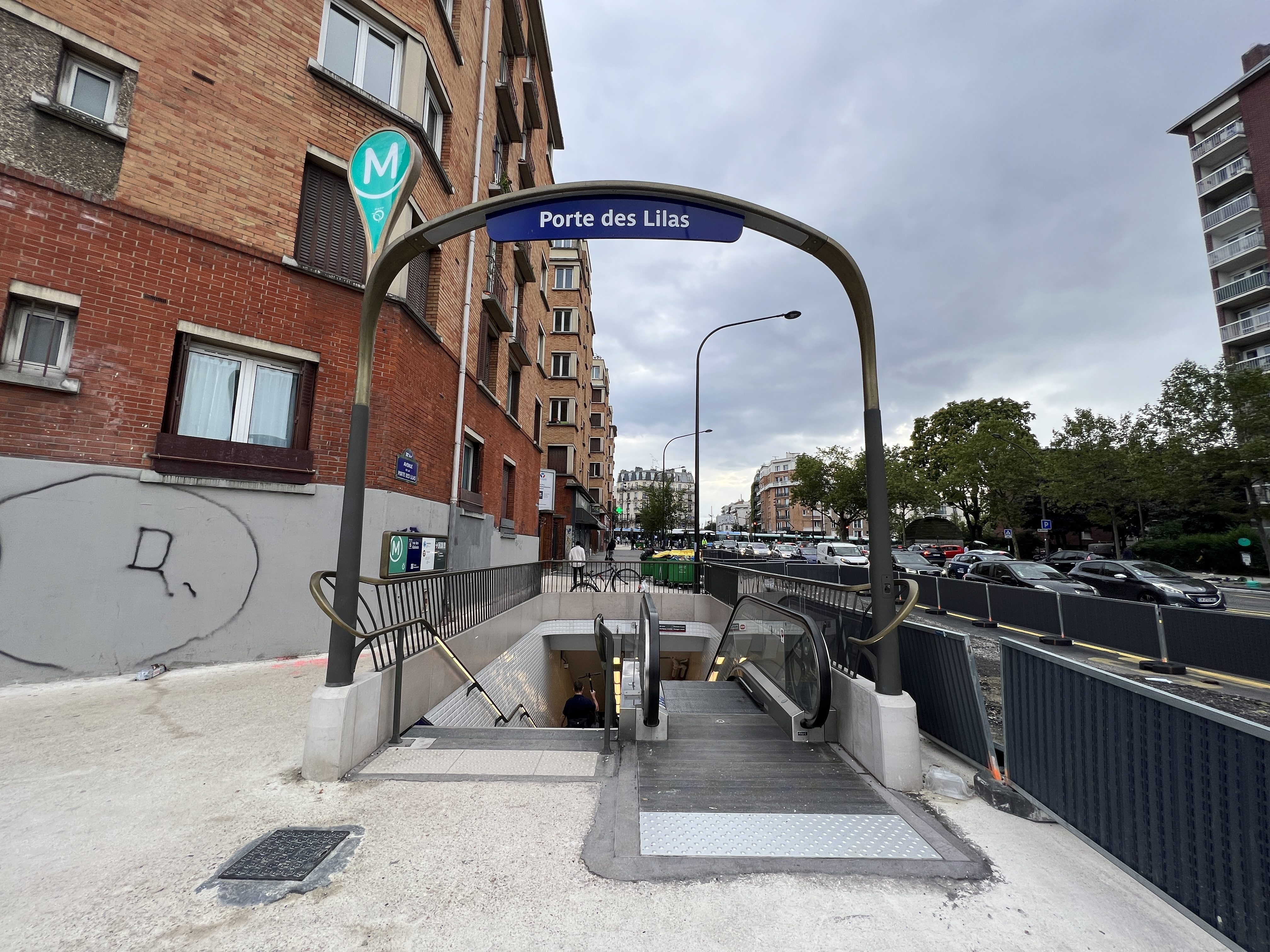
萊利拉門大街上的入口 (2023年8月)

## 車站結構

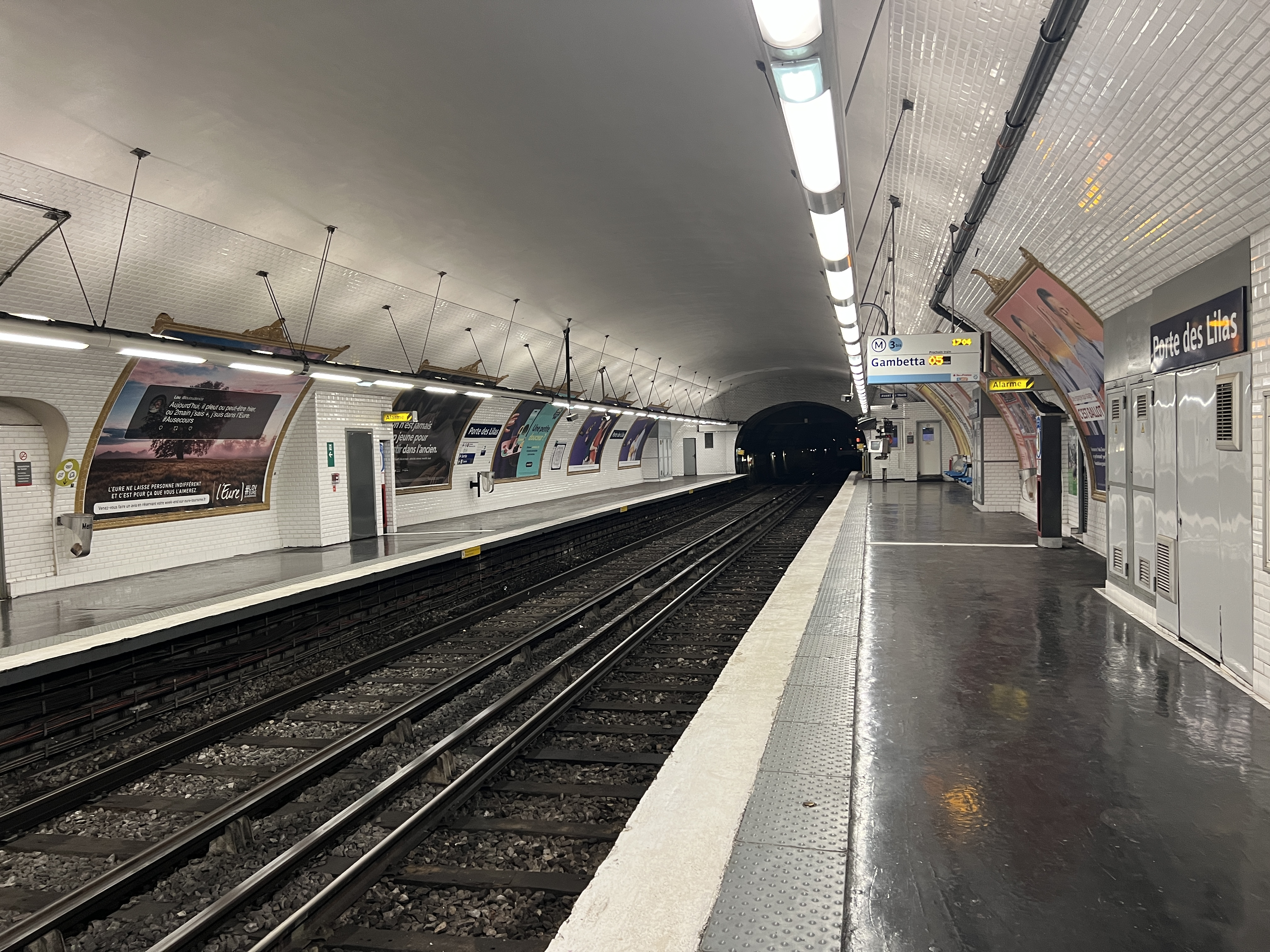
3號支線月台 (2022年6月)

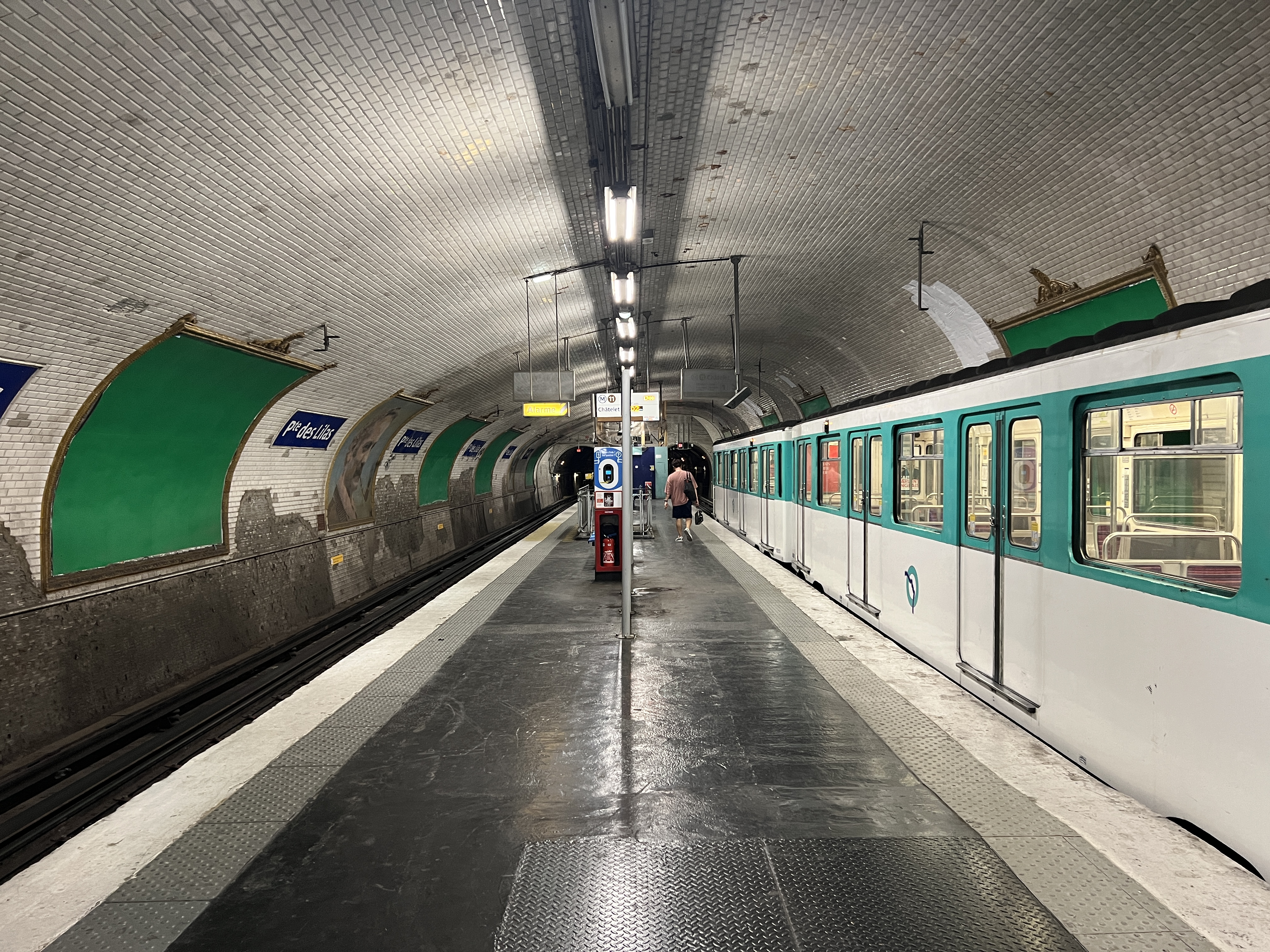
11號線月台 (2022年6月)

| G  | 街道                  | 出入口                 |
| B1 | 夾層                  | 往出入口               |
| B2 | 2號月台               | 往沙特莱（電報局）     |
| B2 | 島式月台，左/右側開門 |                        |
| B2 | 1支號月台             | 往沙特莱（電報局）     |
| B2 | 1號月台               | 往莱利拉市政府（總站） |
| B2 | 側式月台，右側開門    |                        |
| B3 | 側式月台，無服務      | 側式月台，無服務       |
| B3 | 南行由7號線支線       | 無服務                 |
| B3 | 北行經7號線支線       | 無服務                 |
| B3 | 島式月台，右側開門    |                        |
| B3 | 1號月台               | 往甘必大（圣法尔若）   |
| B3 | 2號月台               | 只限落客               |
| B3 | 側式月台，右側開門    |                        |